# Poggio Perugino
Poggio Perugino è una frazione di Rieti. Si erge a 821 m s.l.m. su un costone del Monte Porco Morto, a circa 15 km dal capoluogo comunale.
Il territorio della frazione ha una superficie di  10,63 km2 e si estende dalla valle del fiume Canera fino alla cima del Monte Pizzuto (1288 m).
"Poggio" deriva da podium, colle, mentre "Perugino" è stato aggiunto, secondo una leggenda popolare, in riferimento al fatto che i primi fondatori provenivano dalla provincia di Perugia. Gli abitanti si chiamano prucinari.

## Storia
Il Castello di Poggio Perugino, di origine medievale,  fu a lungo dominato dai Camponeschi. 
Nel 1240 venne acquistato dalla famiglia Orsini, e nel 1314 venne ceduto alla città di Rieti, con cui da allora condivise le sorti.
Verso l'anno 1800 lo Stato della Chiesa istituì il distretto di Rieti che comprendeva il governato di Contigliano da cui dipendeva Monte San Giovanni che includeva anche Poggio Perugino. In questo periodo ci furono lunghe lotte con gli abitanti di Roccantica, per controversie legate ai confini dei terreni montani e i diritti ai pascoli.
Dal 1853 Poggio Perugino fu accorpato a Poggio Fidoni; nel 1928, a seguito della soppressione di questo comune, divenne una frazione del comune di Rieti.

## Geografia
Il paese sorge sulla formazione dei Monti Sabini, ai confini del sito di importanza comunitaria del Monte Tancia e Monte Pizzuto.
Ai lati del cocuzzolo di Poggio Perugino, consultando le carte geologiche, si scopre che si dilungano due faglie.

## Monumenti e luoghi d'interesse
Le pittoresche case mantengono lo stile dell'originaria fondazione come caratterizzano le case tutt'intorno a creare una specie di castello a strapiombo sul colle. Fra tutte si erge la torre campanaria della chiesa ex parrocchiale di San Biagio.
Del castello medievale sono tuttora conservati la porta, la torre, la guardiola e parte delle mura perimetrali.
Dal paese, sui viali del belvedere, si possono ammirare dei bellissimi panorami della valle percorsa dalla Via Tancia.
Il santuario della Madonna delle Grazie con una pregevole statua all'interno.

## Economia
L'economia del piccolo borgo è unicamente agricolo-pastorale.

## Geografia umana
In estate viene celebrata la festa della Madonna delle Grazie. In passato veniva festeggiata l'8 settembre (giorno in cui la Chiesa ricorda la natività della Beata Vergine) con solenne devozione, oggi si festeggia la IIª domenica di agosto. Insieme alla festa religiosa c'è anche il programma civile che richiama moltitudini di villeggianti ed abitanti dei paesi limitrofi grazie alle serate danzanti organizzate.
Fino alla fine degli anni ottanta gli eventi si svolgevano in questo ordine:
il 17 gennaio la festa di S.Antonio Abate;
il 3 febbraio la festa di S.Biagio vescovo e martire;(patrono della Parrocchia fino alla fusione con quella di Monte San Giovanni)
il 29 giugno la festa di S.Paolo Apostolo nell'omonima località;
la prima domenica di settembre la fiera Canera (o della Madonna delle Grazie);
l'8 e 9 settembre la festa della Madonna delle Grazie;
il 10 settembre la festa di S. Nicola da Tolentino nell'omonima contrada;
la prima domenica di ottobre la festa della Madonna del Rosario;
l'8 dicembre la festa dell'Immacolata Concezione (quest'ultima molto sentita dai Poggio Peruginesi)

## La teleferica
Alla fine dell'ultimo conflitto mondiale, c'era l'esigenza di ricostruire e anche la necessità di reperire le materie prime come legname da costruzione e carbone.
La montagna di Poggio Perugino è congrua di prestigiosi faggeti ed il sindaco di Rieti ne vendette una vasta area nelle adiacenze dei prati di Valle Gemini.
Per eseguire la lavorazione ed il trasporto a valle del materiale legnoso, all'epoca c'erano solo strade mulattiere o impervi sentieri, che si poteva a malapena percorrere a piedi; non c'erano neppure i mezzi motorizzati come le motoseghe, le trattrici ecc, dunque la ditta appaltatrice installò una teleferica aerea "va e vieni".
Il percorso iniziava dalla stazione di partenza nel prato della teleferica a Valle Gemini a quota 1086 s.l.m., saliva fino al punto 0 (crinale a destra di Colle la Croce a quota 1172 s.l.m. e scendeva fino alla stazione di arrivo al "Piano dei Preti" (Ponte le Chiuse - Prov. Tancia a quota 496 s.l.m.), per una lunghezza di oltre 3000 metri.
La teleferica era costituita da due grosse funi d'acciaio fisse portanti e da una più piccola mobile traente: su quelle portanti, ben ancorate alle due stazioni, transitavano i carrelli autotraslanti; quella mobile traente, anch'essa ben ancorata ai due capolinea, ruotava su due grosse pulegge e riportava a monte le carrucole ed i carrelli vuoti. Lungo la linea vi erano dei pali di sostegno detti intermedi. Nelle stazioni di tensionamento c'erano enormi pesi per tendere le funi che si azionavano con dei grossi argani manuali. L'impianto funzionava con la sola forza di gravità: l'energia che producevano con il loro peso i carichi in discesa era sufficiente per sospingere quelli vuoti in salita dalla stazione di partenza fino al punto 0.
Questo tipo di teleferica è chiamato "va e vieni" perché i carrelli collegati alla fune mobile vengono mossi alternativamente in un senso o nell'altro, facendo da spola "avanti e dietro" tra le due stazioni. L'impianto è a movimento continuo perché i carrelli da trasporto sono mossi dalla fune traente che corre a anello chiuso fra le due stazioni.
La teleferica in movimento generava nella valle un rumore di fondo continuo, dovuto al rotolamento delle carrucole sulle funi portanti, intervallato da un rumore secco quando un carrello passava sui giunti della fune stessa.
Essa costituiva un'attrazione irresistibile per grandi e bambini, talora c'era anche chi la usava come mezzo di trasporto per salire a monte. I guardiani scoraggiavano tale uso e capitavano anche disavventure, come quando la teleferica si bloccava improvvisamente e si rimaneva sospesi nel vuoto.